# Friedrich Domin
Friedrich Domin (* 15. Mai 1902 in Beuthen, Oberschlesien; † 18. Dezember 1961 in München) war ein deutscher Schauspieler und Theaterregisseur.

## Leben und Werk
Friedrich Domin, Sohn eines Gärtners, studierte zunächst am Bauhaus bei Walter Gropius Architektur, entschied sich aber 1921 für den Schauspielerberuf. Nach einer Ausbildung am Berliner Reinhardt-Seminar gab er im November 1921 sein Debüt in einer Aufführung von Gerhart Hauptmanns Michael Kramer im Berliner Theater an der Köpenicker Straße. Weitere Engagements folgten 1924 in Königsberg, 1926 in Zürich, 1927 in Gera (bei Walter Bruno Iltz) und 1928 in Kassel. Ab 1934 bis zu seinem Tod gehörte er zum Ensemble der Münchner Kammerspiele. Er wirkte als Charakterdarsteller in den verschiedensten Rollen des klassischen und modernen Theaters. Daneben war er ab 1936 auch als Regisseur tätig.
Seit 1939 übernahm Friedrich Domin auch Filmrollen. Er war auf Ehrfurcht gebietende Honoratioren abonniert, z. B. als Gefängnisdirektor in Der Hauptmann von Köpenick, General in Ein Mädchen aus Flandern, Zirkusdirektor in Lola Montez, Kommerzienrat in Rosenmontag, Bankier in Die Trapp-Familie, Graf Egge in Schloß Hubertus, Reichskanzler Bismarck in Ludwig II. – Glanz und Elend eines Königs, Hindenburg in Sauerbruch – Das war mein Leben, oder als Bischof in dem Pater-Brown-Krimi Das schwarze Schaf. Domin stand 1944 in der Gottbegnadeten-Liste des Reichsministeriums für Volksaufklärung und Propaganda.
Friedrich Domin  starb am 18. Dezember 1961 in München an den Folgen einer Grippeerkrankung. Er ist auf dem Bogenhausener Friedhof in München beerdigt.

## Filme (Auswahl)
- 1939: Das Lied der Wüste
- 1940: Der siebente Junge
- 1941: Komödianten
- 1941: Alarmstufe V
- 1941: Kleine Residenz
- 1942: Der unendliche Weg
- 1943: Man rede mir nicht von Liebe
- 1944: Melusine
- 1945: Wo ist Herr Belling? (unvollendet)
- 1948: Der Ruf
- 1949: Krach im Hinterhaus
- 1950: Die Nacht ohne Sünde
- 1951: Die Tat des Anderen
- 1951: Das seltsame Leben des Herrn Bruggs
- 1951: Die Frauen des Herrn S.
- 1952: Der große Zapfenstreich
- 1952: Die große Versuchung
- 1953: Die geschiedene Frau
- 1954: Meines Vaters Pferde I. Teil Lena und Nicoline
- 1954: Meines Vaters Pferde II. Teil Seine dritte Frau
- 1954: Sauerbruch – Das war mein Leben
- 1954: Dieses Lied bleibt bei dir
- 1954: Das Bekenntnis der Ina Kahr
- 1954: Schloß Hubertus
- 1955: Ludwig II. – Glanz und Elend eines Königs
- 1955: Marianne
- 1955: Geliebte Feindin
- 1955: Lola Montez
- 1955: San Salvatore
- 1955: Ein Mädchen aus Flandern
- 1956: Der Hauptmann von Köpenick
- 1956: Die Trapp-Familie
- 1956: Heiße Ernte
- 1957: Königin Luise
- 1957: Kleiner Mann – ganz groß
- 1957: Immer wenn der Tag beginnt
- 1957: Der Edelweißkönig
- 1957: Auf Wiedersehen, Franziska!
- 1957: Die große Chance
- 1958: Die Landärztin
- 1958: Worüber man nicht spricht
- 1958: … und nichts als die Wahrheit
- 1959: Die ideale Frau
- 1959: Heimat – Deine Lieder
- 1959: Ein Mann geht durch die Wand
- 1959: Ja, so ein Mädchen mit 16
- 1960: Liebling der Götter
- 1960: Eine Frau fürs ganze Leben
- 1960: Das schwarze Schaf
- 1960: Die Fastnachtsbeichte

## Hörspiele
- 1953: Carl Zuckmayer: Ulla Winblad oder Musik und Leben des Carl Michael Bellmann (Ellis von Schröderheim) – Regie: Walter Ohm (Hörspiel – BR/RB/SWF)

## Auszeichnungen
- 9. Mai 1961: Bayerischer Verdienstorden